# 源賀
源 賀（げん が、407年 - 479年）は、南涼から北魏にかけての軍人・政治家。もとの姓は禿髪、もとの名は破羌。南涼の景王禿髪傉檀の子。本貫は西平郡楽都県。

## 経歴
414年（嘉平7年）、西秦の乞伏熾磐に南涼が滅ぼされると、破羌は北涼の沮渠蒙遜のもとに逃れた。まもなく北魏に亡命し、太武帝により西平侯の爵位を受け、龍驤将軍の号を加えられた。太武帝は禿髪氏と拓跋氏の源が同じであるとして、破羌に源氏の姓を与えた（ちなみに日本の源氏はこの故事に由来する）。434年（延和3年）、山胡の白龍を討った。また吐京胡を討ち、先頭に立って勝利を収めた。平西将軍の号を受けた。
439年（太延5年）、太武帝が北涼に侵攻すると、破羌は道案内をつとめた。北涼に与する四部鮮卑の招諭につとめ、3万戸あまりを帰順させた。魏軍が姑臧を包囲すると、破羌も包囲に参加して戦った。北涼が平定されると、破羌は征西将軍の号を受け、西平公に進んだ。柔然に遠征し、五城の吐京胡を討ち、蓋呉の諸賊を破るなど、戦功を挙げた。散騎常侍の位を受けた。450年（太平真君11年）、太武帝の南征に従って前鋒大将となり、翌年には長江北岸まで進軍した。太武帝は破羌に賀の名を与えた。源賀は殿中尚書に任じられた。
452年（正平2年）、太武帝が宗愛に殺害され、擁立された南安王拓跋余もやはり宗愛に殺害された。源賀は禁兵を率いて宗愛を殺害し、宮中を制圧すると、陸麗や劉尼らとともに文成帝を迎えて即位させた。征北将軍の号を受け、給事中の任を加えられた。453年（興安2年）、爵位は西平王に進んだ。
源賀は上書して刑罰の濫用を諫め、文成帝に聞き入れられた。征南将軍・冀州刺史として出向した。456年（太安2年）、隴西王に改封された。源賀は冀州の統治において、民衆の徭役の負担を軽減させ、裁判では情状を酌むことにつとめた。武邑郡の石華という者が沙門の道可と源賀による反乱計画を告発した。御史が奏聞したが、文成帝は源賀の忠誠を信じて疑わなかった。はたして石華の誣告が判明して文成帝は喜んだ。当時の北魏の朝廷において源賀は「治為第一」と考課された。466年（天安元年）3月、源賀は太尉に任じられた。
470年（皇興4年）、柔然の予成が北魏の北辺を侵すと、献文帝が北征の軍を起こし、源賀は諸軍を率いて後詰めをつとめた。471年（皇興5年）、献文帝が京兆王拓跋子推に帝位を譲ろうとしたため、源賀は漠南から馳せもどって、譲位に反対した。そこで献文帝は源賀に節を持たせて孝文帝に皇帝の璽綬を与えた。
この年、河西の勅勒が反乱を起こしたため、源賀は軍を率いてこれを討ち、2000戸あまりを降した。反乱軍の郁朱于らを枹罕まで追撃して、5000人あまりを斬首し、男女1万あまりを捕らえた。また統万・高平・上邽の3鎮の勅勒を金城まで追って、3000人あまりを斬首した。源賀は古今の兵法や先儒の旧説にのっとって、「十二陳図」を作り、太上皇帝（献文帝）に献上した。
源賀は老年のために引退を願い出たが、許されなかった。都督三道諸軍となり、漠南に駐屯した。このころ北魏では毎年の秋冬に軍を3道から北方に出させ、翌年の春に軍を返していた。源賀は代郡の軍役に頼るのは、長期的に良くないと考え、諸州から壮健な者3万人を徴募して屯田兵とする政策を立案したが、沙汰やみとなった。
474年（延興4年）、病を訴えて、再び引退を請願し、再三にいたってようやく許された。北魏の朝廷は源賀のために衣服と医薬を給与した。477年（太和元年）、源賀は温湯で療養した。孝文帝や文明太后が使者を派遣して、たびたび源賀の消息を問わせ、太医に病を診察させた。病が重くなると、源賀は平城に帰還した。479年（太和3年）9月、死去した。享年は73。侍中・太尉の位を追贈された。諡は宣といった。遺体は金陵に陪葬された。

## 子女
- 源延（長子、侍御中散、武城子、西冶都将）
- 源懐
- 源奐（字は思周、長楽郡太守）

## 伝記資料
- 『魏書』巻41 列伝第29
- 『北史』巻28 列伝第16